# Thor 2 (satélite)
O Thor 2 (também conhecido por Thor 2A) foi um satélite de comunicação geoestacionário norueguês que foi construído pela Hughes, ele esteve localizado na posição orbital de 23 graus de longitude leste em órbita inclinada e era operado pela Telenor. O satélite foi baseado na plataforma HS-376HP e sua expectativa de vida útil era de 12 anos. O mesmo saiu de serviço em janeiro de 2013 e foi movido para a  órbita cemitério.

## História
A Hughes Space and Communications International, Inc., sob contrato com a Telenor, empresa sediada em Oslo, na Noruega, construiu satélites poderosos para entregar a programação da televisão direct-to-home a Escandinávia e norte da Europa.
Em novembro de 1995, a Hughes foi adjudicado o contrato para satélite Thor 2, uma versão de alta potência de estabilização foi baseado  modelo Hughes HS 376. O Thor 2 foi lançado com sucesso em maio de 1997. No mesmo mês, a Telenor anunciou a concessão de um contrato para a Hughes construir um segundo satélite de alta potência HS-376HP, o Thor 3, que foi lançado com sucesso em junho de 1998.
Desde o lançamento do primeiro HS 376 em 1980, a Hughes continuou melhorarando a concepção deste satélite com estabilização-spin. As melhorias na propulsão e prolongamento da vida útil e aumentando a capacidade de potência, a fim de atender às necessidades dos clientes elevados. Através do uso de células solares de arsenieto de gálio, de alta potência, hoje modelo HS-376HP apresenta um aumento de 50% em energia em relação ao antecessor.
O HS-376HP tem dois painéis solares telescópicos cilíndricos e antenas que se dobram para compacidade durante o lançamento. A mesma acomoda uma ampla gama de cargas úteis customizadas, e o satélite pode ser impulsionado por qualquer um dos principais veículos de lançamento do mundo.
O Thor 2 foi aposentado em 2008, embora ele ter permanecido em uma órbita geoestacionária inclinado até janeiro de 2013, quando ele foi transferido para a órbita cemitério.

## Lançamento
O satélite foi lançado com sucesso ao espaço no dia 21 de maio de 1997, por meio de um veiculo Delta-7925, lançado a partir da Estação da Força Aérea de Cabo Canaveral, na Flórida, EUA. Ele tinha uma massa de lançamento de 1.467 kg.

## Capacidade e cobertura
O Thor 2 era equipado com 15 transponders em banda Ku para fornecer transmissões de telecomunicações para a região nórdica, Europa Central e Oriental.